# 1826 au Bas-Canada
Cet article traite des événements survenus en 1826 au Bas-Canada. 

## Événements

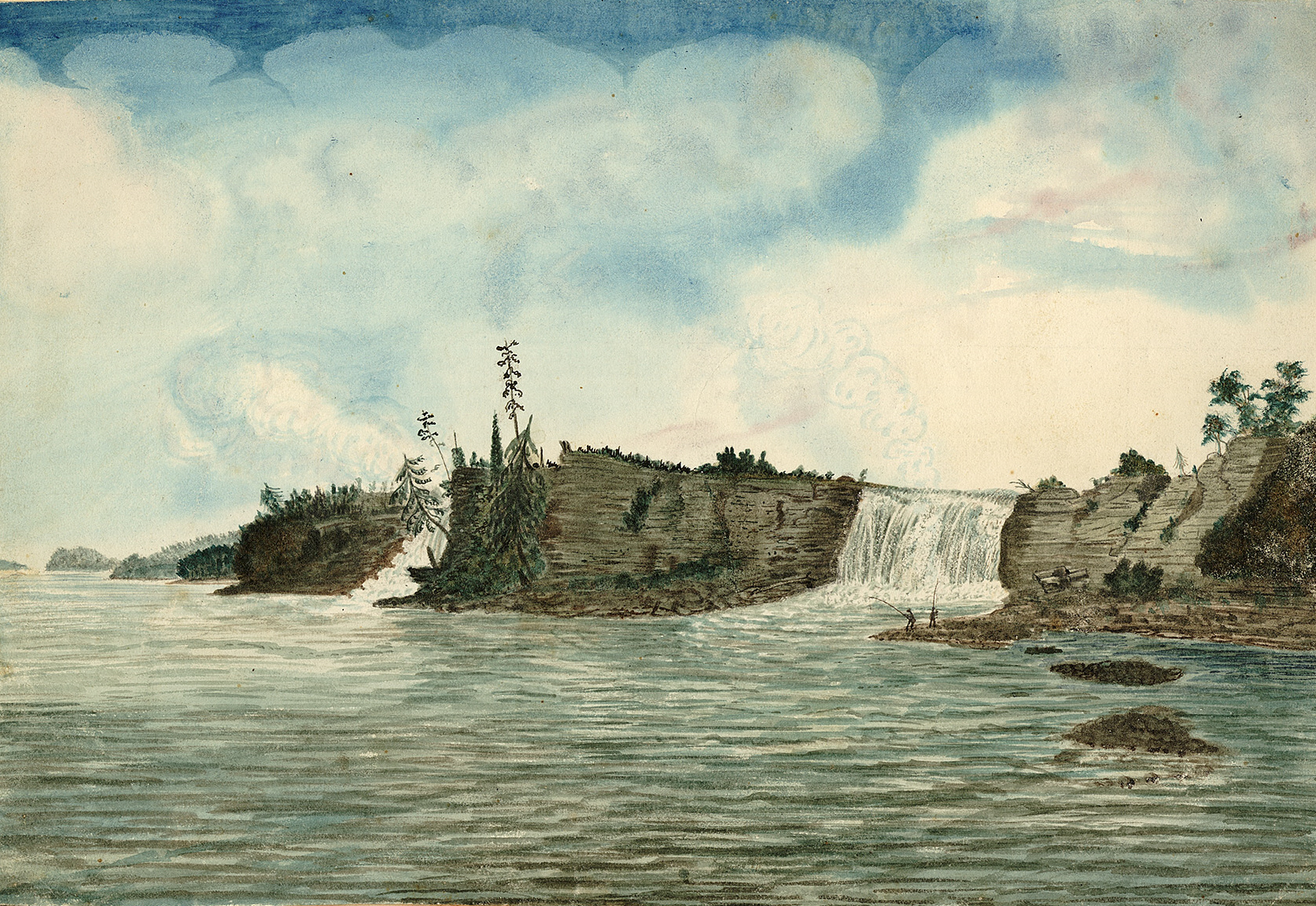
Chute de la Rivière Rideau se jetant dans la Rivière Outaouais, 1826

- Début de la construction du Canal Rideau reliant le Lac Ontario à la Rivière Outaouais. Le lieutenant-colonel John By fonde le village de Bytown à son extrémité nord qui allait devenir la ville d'Ottawa.
- Bas-Canada : le parti Réformiste de Louis-Joseph Papineau devient le parti Patriote.
- 9 novembre : première édition du journal La Minerve fondé par Augustin-Norbert Morin.

### Exploration de l'Arctique
- Nouvelle expédition de John Franklin et de John Richardson. Ils se rendent à l'embouchure du Fleuve Mackenzie. le groupe de Richardson longe le continent en se dirigeant vers l'est jusqu'à la Rivière Coppermine. Il aperçoit au loin l'Île Victoria. Sa partie d'expédition fut un succès. Le groupe de Franklin longe le continent vers l'ouest face à la Mer de Beaufort. Une autre expédition par Frederick William Beechey remonte en navire le Détroit de Bering et longe la côte de l'Alaska et atteint Point Barrow. Les groupes de Beechey et de Franklin vont tenter de se rencontrer mais ils vont se manquer d'une distance d'environ 150 kilomètres.

## Naissances
- 8 mars : William Notman, photographe.
- 10 mars : Louis-Ovide Brunet, prêtre et botaniste.
- 17 mars : Alexander Morris, homme politique et lieutenant-gouverneur du Manitoba.
- 27 mars : Joseph Pilon (agriculteur, homme d'affaires et homme politique)
- 11 juin : James Colledge Pope, premier ministre de l'Île-du-Prince-Édouard.
- 21 juin : Frederick Temple Blackwood, gouverneur du Canada.
- 23 juin : Louis Babel, missionnaire.
- 25 août : Hector-Louis Langevin, homme politique.
- 17 septembre : Jean-Baptiste-Éric Dorion, journaliste et homme politique.
- 28 septembre : John Boyd, lieutenant-gouverneur du Nouveau-Brunswick.
- 20 octobre :Antoine Casavant (agriculteur et homme politique)
- 16 novembre : George Irvine, homme politique.

## Décès
- 13 février : Joseph-Bernard Planté, notaire et homme politique.
- 18 novembre : James Monk, juge.
- Gamaliel Smethurst, marchand et homme politique.